# Vicenç Fisas i Armengol
Vicenç Fisas (Barcelona, 1952) és un analista sobre conflictes i processos de pau. Doctor en Estudis sobre Pau per la Universitat de Bradford (Regne Unit). Ha publicat prop de 70 llibres sobre temàtiques relacionades amb els seus àmbits d'experiència, i col·labora habitualment en diversos mitjans de comunicació: El País, ElDiario.es i Ara.cat.

## Biografia
En 1984 va fundar i va coordinar el Programa de Pau i Conflictes del CIDOB (Centre d'Informació i Documentació Internacional de Barcelona), quan neix l'Associació Espanyola de Recerca per la Pau (AIPAZ), de la qual Fisas també va ser fundador i primer president. En els anys noranta va ser coordinador de les campanyes de desarmament promogudes per Amnistia Internacional, Greenpeace, Intermón-Oxfam i Metges Sense Fronteres, sent analista polític d'aquesta última organització.
En 1989, Fisas es vincula al Centre UNESCO de Catalunya com a investigador sobre pau i desarmament en la Càtedra UNESCO sobre Pau i Drets Humans que s'imparteix en la Universitat Autònoma de Barcelona (UAB), al mateix temps que en la seu central de París és designat responsable de la UNESCO sobre prevenció de conflictes. En 1999 crea l'Escola de Cultura de Pau de la UAB, de la qual serà el director fins a l'any 2016 i coordinarà el programa de Processos de Pau.
Més enllà de l'activisme i la recerca acadèmica, al llarg de la seva carrera, Fisas ha participat assessorant en negociacions de pau a Colòmbia (2000-2016), País Basc (1998-2003), Sàhara (2000-2010), Filipines (2005-2010) i Kurdistan turc (2006-2025). Aquesta experiència sobre el terreny el porta a ser assessor en temes de pau del Ministeri d'Afers exteriors d'Espanya (2004-2010), del Ministeri d'Afers exteriors de Noruega (2010-2020), i col·laborador del Norwegian Centre for Conflict Resolution (NOREF), des de l'any 2008. Entre 2006 i 2016, va publicar els Anuaris de Processos de Pau, en els quals s'analitza l'evolució de les negociacions de pau en el món.

## Contribucions
Les contribucions conceptuals de Fisas han estat especialment als camps dels estudis per a la pau, el desarmament, les alternatives de seguretat, la cultura de pau, l'anàlisi de conflictes, les negociacions amb grups armats i els processos de pau. El seu pensament emfatitza la interconnexió fonamental entre la investigació teòrica i l'acció pràctica en la construcció de la pau, amb un enfocament on el coneixement acadèmic informi i es retroalimenti de les experiències sobre el terreny. En aquest sentit, en la major part de les investigacions ha posat l'èmfasi en desenvolupar propostes alternatives.
En diverses de les seves obres ha plantejat alternatives a les polítiques clàssiques sobre la defensa i la seguretat, tant per a Espanya com per a Europa, proposant defenses no ofensives i no provocatives centrades en la seguretat compartida i el desarmament gradual, per la qual cosa també ha analitzat els processos de creació d'imatges d'enemic, la política de blocs que les fomenten, o la cultura de la por i les amenaces a les relacions internacionals. Això involucra l'anàlisi del desarmament, no només com a objectiu, sinó com a procés, i ha aportat diverses investigacions sobre el comerç d'armes i l'impacte de les armes lleugeres i les mines antipersona, coordinant campanyes sobre aquest tema. En diverses de les seves obres, ha desmitificat el concepte de prevenció de conflictes, per no anar a les causes estructurals dels mateixos, de la mateixa manera que ha proposat replantejar l'ajut al desenvolupament en la seva formulació clàssica, explicant també com la fam és fruit de la desídia política de molts governants i utilitzat com a càstig polític.
Un altre eix central del seu treball ha estat el desenvolupament i la promoció del concepte de cultura de pau. Aquesta no es limita a l'absència de guerra (pau negativa), sinó que implica una transformació positiva dels conflictes, abordant-ne les causes estructurals i fomentant activament valors, actituds i comportaments basats en la no-violència, el diàleg, la justícia social i el respecte als drets humans en tots els àmbits de la societat. Aquestes aportacions han estat publicades i recollides per la UNESCO al seu programa de cultura de pau, organisme del qual va ser assessor en aquest tema.
Fisas ha aportat igualment marcs analítics per a la comprensió de les dinàmiques de conflictes armats contemporanis, la gestió de les crisis sociopolítiques i el funcionament dels processos de pau, i a partir de la seva pròpia experiència en participar en diverses negociacions a diversos països. Això inclou l'anàlisi de les diferents fases, el paper i les condicions per a una mediació, els desafiaments específics dels programes de desmobilització i la reintegració d'excombatents, l'anàlisi comparada dels processos de pau al món, i les condicions necessàries per aconseguir acords sostenibles i abordar les etapes del post-conflicte. També ha fet propostes concretes sobre el treball per a la pau en contextos de crisi, amb anàlisi geopolítica sobre l'ordre mundial.

## Premis
- Premi Nacional de Drets Humans[14] (Associació Pro Drets Humans d'Espanya, 1988)[15]
- Premio Memorial per la Pau Josep Vidal Lecha[16] (Associació Josep Vidal i Llecha, 1988)[17]
- Premi a la millor Iniciativa Solidària[18] (El Periódico de Catalunya, 2007)
- Premi ICIP Construcció de Paz[19][20][21] (Institut Català Internacional per a la Pau, 2024)

## Obres
En la seva obra bibliogràfica, Fisas ha investigat sobre temes relacionats amb el militarisme, el desarmament i la desmilitarització, la proliferació nuclear, les alternatives de defensa, la violència, el control del comerç d'armes, la seguretat al Mediterrani i l'Àrtic, la política exterior xinesa, la recerca sobre la pau, la cultura de pau, les migracions, la desmitificació de l'ajuda al desenvolupament, els límits de la prevenció de conflictes violents, l'anàlisi de conflictes, les relacions internacionals, la geopolítica, la reforma de Nacions Unides, la política de blocs, el pacifisme, l'ecologia, la construcció d'imatges d'enemic, la fam com a càstig polític, la gestió de crisis polítiques, les mediacions, les negociacions amb grups armats, les diplomàcies de pau i els processos de pau comparats, procurant oferir alternatives i fent propostes concretes sobre els contextos conflictius.
Entre d'altres destaquen:
- Negociar la paz en tiempos de guerra (2025)
- Hegemonías, bloques y potencias en el siglo XXI (2022)
- ¡Alto el fuego! Manual de procesos de paz (2010)
- Procesos de paz y negociación en conflictos armados (2004)
- Adiós a las armas ligeras. Las armas y la cultura de la violencia (2000)
- Las armas de la democracia (1998)
- Introducció a l'estudi de la pau i dels conflictes (1987)
- El poder militar en España (1976)